# 剥製 (アルバム)
『剥製』（はくせい）は、Plastic Treeの通算13枚目のオリジナルアルバム。2015年12月23日発売。発売元はCJビクターエンタテインメント。

## 概要
オリジナルアルバムとしては前作『インク』から約3年ぶりのリリース。ミニアルバム『echo』を含めると、約1年9か月ぶりのアルバムリリースとなった。CDジャケットデザインは、先行シングル『マイム』、『スロウ』、『落花』から引き続き、人気アニメーション作家の劇団イヌカレーの泥犬が担当。
初回限定盤、通常盤の2タイプ発売。両タイプともCDの収録内容は共通。初回限定盤のみ、劇団イヌカレー・泥犬監修のメンバーフォトブック、歌詞・アートワークで構成された80ページに及ぶ「スペシャルブックレット」と「塗り絵」が付属した“豪華装丁BOX仕様”となっている。また、通常盤は初回プレス分のみ、ピクチャーレーベル仕様。
メンバー4人がそれぞれ作詞・作曲を一手に担当した楽曲が多く収録されている。曲調は四者四様バラバラであるが、同時にPlastic Treeらしさを意識したような統一性があり、非常にPlastic Treeらしいアルバムとなった。
アルバム名『剥製』には、存在証明として現在のバンドの姿を残す、という意味が込められている。またベースの長谷川は、「剥製」の“生き物だけど生き物ではない”というニュアンスが、バンド名Plastic Tree（プラスチックの樹）にも通じるところがある、と語っている。
Plastic Tree初となるハイレゾ配信も実施された。
2017年10月25日に、ビクターエンタテインメントレーベルにて再発盤が発売された（収録内容は通常盤と同一）。

## 収録曲
収録内容は全タイプ共通。
全曲編曲：Plastic Tree。
1. ○生物 [1:12][1]
  - 作曲：Plastic Tree

インストゥルメンタル曲。
このアルバムのサブタイトルのような位置づけの曲[7]。アルバム最後の曲「●静物」と対になっている。「○生物」「●静物」をアルバムの最初と最後に置くことで、「生き物が静かな物体（剥製）になるところ、「生物」が「静物」になるところ」が表現されている[7]。
2. フラスコ [4:57][1]
  - 作詞・作曲：ナカヤマアキラ

タワーレコードの音楽サイトMikkiでは「開放的にドライヴするバンド・サウンドに光の乱反射のようなエレクトロニクスを重ねた曲」とし、唐突な設定が敷かれた詞世界をもった楽曲と評された[4]。
3. マイム [4:58][1]。
  - 作詞：有村竜太朗、作曲：長谷川正

35thシングル。本作の楽曲の中では、最も早く完成していた[4]。
ライブでも盛り上がる重要な曲で、今のPlastic Treeを代表する曲[7]。
4. ハシエンダ [3:42][1]
  - 作詞・作曲：長谷川正

パンク経由の豪快さを持つ楽曲[4]。
タイトルの「ハシエンダ」は、イギリスのレコードレーベル、ファクトリー・レコードが経営していたクラブ「ハシエンダ」からとられている[7]。本楽曲を製作した長谷川は、自らの音楽的ルーツが「ファクトリー・レコード」や「ハシエンダ」にあるとし、自分が憧れている世界の象徴として「ハシエンダ」というタイトルがつけられた[4]。
5. 告白 [3:59][1]
  - 作詞・作曲：佐藤ケンケン

曲の原型は2、3年前に作られていたが、アレンジの方向性を決めるまでは時間がかかった[7][8]。歌詞は悲しみを象徴する内容になっており、悲しいことを集約した言葉として「告白」をタイトルとした[7]。
6. インソムニアブルース [4:59][1]
  - 作詞・作曲：長谷川正

M4「ハシエンダ」と同じくベースの長谷川正の作詞・作曲で、同じく長谷川の音楽的ルーツへのオマージュ要素が入れられている[7]。本曲は1990年前後にブームとなった、マンチェスターシーンのバンドをイメージして作られており、 生楽器と電気的な音を混ぜる手法が用いられている[8]。
7. float [4:28][1]
  - 作詞：佐藤ケンケン、作曲：長谷川正

アルバムの新規曲としては唯一作詞者、作曲者が異なる。歌詞、曲ともに「浮遊感のある楽曲」を目指して製作された[7]。
8. 落花 [4:07][1]
  - 作詞：有村竜太朗、作曲：長谷川正

37thシングル。
TOKYO MX『ジャパンカルチャー情報番組【ディープJルーム】』2015年12月度オープニング・トラック。
9. スラッシングパンプキン・デスマーチ [4:27][1]
  - 作詞・作曲：ナカヤマアキラ

電子音を取り入れた狂想曲[4]。歌詞に登場する主人公は、正義の味方であろうとするが、極端な手段を用いて後戻りできなくなってしまう、という内容になっている[7]。
10. スロウ [5:37][1]
  - 作詞：有村竜太朗、作曲：有村竜太朗・長谷川正

36thシングル。
ベースの長谷川は、「スラッシングパンプキン・デスマーチ」の狂騒が明け、スローテンポな本曲という構成が、アルバムの流れとして映えた、と語っている[8]。
11. 剥製 [5:24][1]
  - 作詞・作曲：有村竜太朗

アルバムの実質的なラストナンバー。「沈み込むような終わりのときに目を向ける、メランコリックな」楽曲と評された[4]。
もともと楽曲の基本的な部分はできていたが、有村の中で完成形が見えておりらず、当初はアルバム収録予定ではなかった。長谷川がアルバムに入れることを提案し、以降楽曲への追及を続けた結果、現在の形にまとまり収録されることとなった[7]。
12. ●静物 [1:28][1]
  - 作詞・作曲：Plastic Tree

インストゥルメンタル曲。
1曲目「○生物」と対をなしている。この曲をもって作品が綴じられる、本で言えば裏表紙にあたる曲。[8]。